# Принц города (фильм)
«Принц города» (англ. Prince of the City) — американский триллер режиссёра Сидни Люмета по одноимённому роману Роберта Дейли (1978). Премьера фильма состоялась 19 августа 1981 года.

## Сюжет
Нью-йоркский полицейский Дэниел Чиелло соглашается сотрудничать с отделом внутренних расследований и прокуратурой по выявлению фактов коррупции в правоохранительных органах.
Однако вскоре он осознаёт, что превратился в инструмент расправы над своими коллегами, да и сам он становится заложником собственных показаний. Чиелло предстоит разобраться, кому в сложившейся ситуации можно доверять, а кому нет, и сделать мучительный выбор — продолжать борьбу с коррупцией в полицейском управлении или уйти в тень.

## В ролях
- Трит Уильямс — Дэниел Чиелло
- Джерри Орбах — Гас Леви
- Ричард Фороньи — Джо Маринаро
- Дон Биллетт — Билл Майо
- Кенни Марино — Дом Бэндо
- Кармине Кариди — Джино Масконе
- Тони Пэйдж — Ральф Альварес
- Норман Паркер — Рик Каппалино
- Пол Роблинг — Брукс Пэйдж
- Боб Балабан — Сантимассино
- Джеймс Толкэн — прокурор округа Полито

## Съёмочная группа
- Режиссёр-постановщик: Сидни Люмет
- Сценаристы: Джей Прессон Аллен, Сидни Люмет
- Продюсер: Бёртт Харрис
- Композитор: Пол Чихара
- Оператор-постановщик: Анджей Бартковяк

## Награды и номинации
- 1981 — 38-й Венецианский кинофестиваль[2]:
  - кубок Пазинетти за лучший фильм — Сидни Люмет
  - номинация на «Золотого льва»
- 1981 — Премия Сообщества кинокритиков Нью-Йорка[3]:
  - лучший режиссёр — Сидни Люмет[4]
  - номинация на лучший фильм
  - номинация на лучший сценарий — Сидни Люмет и Джей Прессон Аллен
  - номинация на лучшего актёра второго плана — Джерри Орбах
- 1981 — Национальный совет кинокритиков США: фильм вошёл в десятку лучших фильмов[5]
- 1981 — Премия Канзасского кружка кинокритиков лучшему режиссёру — Сидни Люмет[6]
- 1981 — The Stinkers Bad Movie Awards: номинация на худшего актёра — Трит Уильямс[7]
- 1982 — Номинация на премию «Оскар» за лучший адаптированный сценарий — Джей Прессон Аллен и Сидни Люмет[8]
- 1982 — Золотой глобус[9]:
  - номинация на лучший фильм
  - номинация на лучшую режиссёрскую работу — Сидни Люмет
  - номинация на лучшую мужскую роль — Трит Уильямс
- 1982 — Номинация на премию Эдгар за лучший кинофильм — Джей Прессон Аллен и Сидни Люмет[10]
- 1982 — Номинация на премию Гильдии сценаристов США за лучший сценарий-адаптацию — Джей Прессон Аллен и Сидни Люмет[11]